# Duperré-Bucht
Die Duperré-Bucht (französisch Baie Duperré) ist eine Bucht an der Küste der Brabant-Insel im antarktischen Palmer-Archipel. Sie liegt unmittelbar nordöstlich der Hulot-Halbinsel am südwestlichen Ende der Insel.
Entdeckt wurde sie bei der von dem französischen Polarforscher Jean-Baptiste Charcot geleiteten Vierten Französischen Antarktisexpedition (1903–1905). Charcot benannte sie nach Konteradmiral Charles-Marie Duperré (1832–1914) von der Französischen Marine.